# Федорків Андрій Михайлович
Андрій Михайлович Федорків (10 листопада 1983, м. Тернопіль, нині Україна — 28 травня 2022, Запорізький напрямок) — український військовослужбовець, солдат Збройних сил України, учасник російсько-української війни. Почесний громадянин міста Тернополя (2022, посмертно).

## Життєпис
Андрій Федорків народився 10 листопада 1983 року в місті Тернополі.
Навчався в Тернопільській класичній гімназії, закінчив Тернопільський національний економічний університет (нині — Західноукраїнський національний університет). Працював бухгалтером в місцевому Ресурсному центрі підтримки ОСББ. Разом з дружиною заснували приватний бізнес.
На початку березня 2022 року став добровольцем Збройних сил України, де служив стрільцем-санітаром. Загинув 28 травня 2022 року при виконанні бойового завдання на Запорізькому напрямку. Похований 31 травня 2022 року на Микулинецькому цвинтарі на Алеї Героїв.
Залишилася дружина.

## Нагороди
- почесний громадянин міста Тернополя (22 серпня 2022, посмертно)[1].